# エバース・カブレラ
エバース・カブレラ（Everth Cabrera, 1986年11月17日 - ）は、ニカラグア・グラナダ県ナンダイメ出身の元プロ野球選手（遊撃手、二塁手）。右投両打。

## 経歴

### ロッキーズ傘下時代
2004年6月11日にコロラド・ロッキーズと契約を結んだ。
2008年にA級のアッシュビル・ツーリスツで121試合の出場でリーグ最多の73盗塁を記録。

### パドレス時代
2008年11月にルール・ファイブ・ドラフトでサンディエゴ・パドレスからの指名を受け、移籍。
2009年4月8日のロサンゼルス・ドジャース戦でメジャーデビューを果たしたが、有鈎骨骨折により4月20日から60日間の故障者リスト入りした。6月19日に復帰を果たし、103試合の出場でメジャー1年目を終えた。25盗塁はパドレスの新人選手としては歴代5位となった。シーズン終了後にはニカラグアの最優秀スポーツ選手に選出された。
2010年は開幕を遊撃のレギュラーとして迎えたが、打撃不振により76試合の出場に落ち込んだ。打率.208、1本塁打、22打点、10盗塁だった。
2011年は新加入のジェイソン・バートレットに追い出される形でAAA級ツーソン・パドレスへ降格し、メジャーでは僅か2試合の出場に終わった。
2012年もAAA級ツーソンでの開幕だったが、バートレットの故障者リスト入りに伴い5月17日にメジャー昇格。その後はレギュラーの座を勝ち取り、115試合に出場。打率.246、2本塁打、24打点、そして44盗塁で盗塁王のタイトルを獲得した。オフの11月には、パナマで行われた第3回WBC予選のニカラグア代表に選出されたが、チームは予選敗退に終わった。
2013年1月18日にパドレスと127万ドルの1年契約に合意。前半戦79試合の出場で、打率.291、4本塁打、25打点、34盗塁の活躍をみせ、自身初のオールスターゲームに選ばれた。しかし、バイオジェネシス・スキャンダルによって禁止薬物購入が発覚し、8月5日に50試合の出場停止処分を受けた。この年は95試合に出場し、打率.283、4本塁打、31打点、37盗塁だった。
2014年1月17日にパドレスと245万ドルの1年契約に合意した。開幕ロースター入りし、遊撃の定位置を再び獲得した。しかし、7月2日に左ハムストリングの故障で15日間の故障者リスト入りし、7月29日に復帰したものの、8月12日に再び15日間の故障者リスト入りした。9月28日に故障者リストから外れたが、出場機会はなかった。この年は90試合に出場し、打率.232、3本塁打、20打点、18盗塁だった。オフの12月2日にノンテンダーFAとなった。

### オリオールズ時代
2015年2月25日にボルチモア・オリオールズと240万ドル+出来高の1年契約を結んだ。開幕後は正遊撃手であるJ.J.ハーディの不振もあり、先発起用されていたが、5月7日に左足の故障で15日間の故障者リスト入りした。5月22日に復帰。しかし、再昇格後は6試合の出場で、13打数3安打と落ち込み、6月5日にDFAとなり、6月13日に放出された。オリオールズでは29試合の出場で、打率.208、4打点、2盗塁だった。

### オリオールズ退団後
2015年7月15日にサンフランシスコ・ジャイアンツとマイナー契約を結んだ。ルーキー級アリゾナリーグ・ジャイアンツで2試合に2試合に出場後、7月23日にAAA級サクラメント・リバーキャッツへ昇格。27試合に出場したが、打率.231と結果を残せず、9月2日に放出された。
2017年1月7日に、シカゴ・ホワイトソックスとマイナー契約を結んだ。7月14日に解雇となる。
2018年3月22日にラグナ・ユニオン・コットンファーマーズと契約。4月24日にトレードでユカタン・ライオンズに移籍。オフに解雇となる。

## 詳細情報

### 年度別打撃成績
| 年 度    | 球 団    | 試 合 | 打 席 | 打 数 | 得 点 | 安 打 | 二 塁 打 | 三 塁 打 | 本 塁 打 | 塁 打 | 打 点 | 盗 塁 | 盗 塁 死 | 犠 打 | 犠 飛 | 四 球 | 敬 遠 | 死 球 | 三 振 | 併 殺 打 | 打 率 | 出 塁 率 | 長 打 率 | O P S |
| -------- | -------- | ----- | ----- | ----- | ----- | ----- | -------- | -------- | -------- | ----- | ----- | ----- | -------- | ----- | ----- | ----- | ----- | ----- | ----- | -------- | ----- | -------- | -------- | ----- |
| 2009     | SD       | 103   | 438   | 377   | 59    | 96    | 18       | 8        | 2        | 136   | 31    | 25    | 8        | 8     | 2     | 46    | 5     | 5     | 88    | 3        | .255  | .342     | .361     | .703  |
| 2010     | SD       | 76    | 241   | 212   | 22    | 44    | 6        | 3        | 1        | 59    | 22    | 10    | 6        | 8     | 0     | 19    | 3     | 2     | 54    | 8        | .208  | .279     | .278     | .557  |
| 2011     | SD       | 2     | 9     | 8     | 1     | 1     | 0        | 0        | 0        | 1     | 0     | 2     | 0        | 0     | 0     | 1     | 0     | 0     | 3     | 0        | .125  | .222     | .125     | .347  |
| 2012     | SD       | 115   | 449   | 398   | 49    | 98    | 19       | 3        | 2        | 129   | 24    | 44    | 4        | 5     | 0     | 43    | 2     | 3     | 110   | 3        | .246  | .324     | .324     | .648  |
| 2013     | SD       | 95    | 435   | 381   | 54    | 108   | 15       | 5        | 4        | 145   | 31    | 37    | 12       | 10    | 1     | 41    | 0     | 2     | 69    | 1        | .283  | .355     | .381     | .736  |
| 2014     | SD       | 90    | 391   | 357   | 36    | 83    | 13       | 1        | 3        | 107   | 20    | 18    | 8        | 9     | 4     | 20    | 0     | 1     | 86    | 5        | .232  | .272     | .300     | .572  |
| 2015     | BAL      | 29    | 105   | 96    | 7     | 20    | 2        | 0        | 0        | 22    | 4     | 2     | 0        | 1     | 2     | 5     | 0     | 1     | 22    | 4        | .208  | .250     | .229     | .479  |
| MLB：7年 | MLB：7年 | 510   | 2068  | 1829  | 228   | 450   | 73       | 20       | 12       | 599   | 132   | 138   | 38       | 41    | 9     | 175   | 10    | 14    | 432   | 24       | .246  | .315     | .328     | .643  |

- 各年度の太字はリーグ最高

### 年度別守備成績
| 年 度 | 球 団 | 二塁（2B） | 二塁（2B） | 二塁（2B） | 二塁（2B） | 二塁（2B） | 二塁（2B） | 三塁（3B） | 三塁（3B） | 三塁（3B） | 三塁（3B） | 三塁（3B） | 三塁（3B） | 遊撃（SS） | 遊撃（SS） | 遊撃（SS） | 遊撃（SS） | 遊撃（SS） | 遊撃（SS） |
| 年 度 | 球 団 | 試 合      | 刺 殺      | 補 殺      | 失 策      | 併 殺      | 守 備 率   | 試 合      | 刺 殺      | 補 殺      | 失 策      | 併 殺      | 守 備 率   | 試 合      | 刺 殺      | 補 殺      | 失 策      | 併 殺      | 守 備 率   |
| ----- | ----- | ---------- | ---------- | ---------- | ---------- | ---------- | ---------- | ---------- | ---------- | ---------- | ---------- | ---------- | ---------- | ---------- | ---------- | ---------- | ---------- | ---------- | ---------- |
| 2009  | SD    | -          | -          | -          | -          | -          | -          | -          | -          | -          | -          | -          | -          | 102        | 140        | 304        | 23         | 66         | .951       |
| 2010  | SD    | 6          | 7          | 15         | 0          | 3          | 1.000      | -          | -          | -          | -          | -          | -          | 61         | 63         | 137        | 7          | 30         | .966       |
| 2011  | SD    | -          | -          | -          | -          | -          | -          | -          | -          | -          | -          | -          | -          | 2          | 4          | 5          | 0          | 0          | 1.000      |
| 2012  | SD    | 6          | 6          | 11         | 0          | 0          | 1.000      | 1          | 0          | 2          | 0          | 0          | 1.000      | 111        | 140        | 315        | 16         | 34         | .966       |
| 2013  | SD    | -          | -          | -          | -          | -          | -          | -          | -          | -          | -          | -          | -          | 95         | 143        | 298        | 6          | 59         | .987       |
| 2014  | SD    | -          | -          | -          | -          | -          | -          | -          | -          | -          | -          | -          | -          | 90         | 126        | 254        | 13         | 47         | .967       |
| 2015  | BAL   | 2          | 4          | 5          | 0          | 0          | 1.000      | -          | -          | -          | -          | -          | -          | 27         | 22         | 62         | 3          | 9          | .966       |
| MLB   | MLB   | 14         | 17         | 31         | 0          | 3          | 1.000      | 1          | 0          | 2          | 0          | 0          | 1.000      | 488        | 638        | 1375       | 68         | 245        | .967       |

### タイトル
- 盗塁王：1回（2012年）

### 記録
- オールスターゲーム選出 1回：2013年

### 背番号
- 1（2009年 - 2010年、2015年）
- 2（2011年 - 2014年）

### 代表歴
- 2013 ワールド・ベースボール・クラシック・ニカラグア代表